# فستوكة كاليفورنية
الفستوكة الكاليفورنية نوع نباتي يتبع جنس الفستوكة من الفصيلة النجيلية.

## الوصف النباتي
النبات عشبي.